# Wandle River (Arthur River)
Der Wandle River ist ein Fluss im Nordwesten des australischen Bundesstaates Tasmanien.

## Geografie
Der etwas mehr als 18 Kilometer lange Wandle River entspringt rund anderthalb Kilometer südöstlich der Siedlung Gatcomb Plain im und fließt in nordwestliche Richtung. Kurz nach seiner Quelle unterquert er die Mount Road und dann weiter flussabwärts den Murchison Highway. Ungefähr fünf Kilometer östlich des Savage-River-Nationalparks mündet er in den  Arthur River.